# 사우론의 눈
NGC 4151은 사냥개자리의 중간나선은하이자, 세이퍼트 은하로, 지구로부터 약 6,200만 광년 떨어져 있다. 처음으로 기록한 사람은 1787년 3월 17일 윌리엄 허셜이며, 세이퍼트 은하를 정의하는 데 사용된 두 은하 중 하나이다. 지구에서 가까운 편임에도 은하 중심부에서 초대질량 블랙홀이 활발하게 성장하는 은하로, 중심에는 각각 태양 질량의 각각 약 4,000만 배, 1,000만 배인 블랙홀 2개가 공전 주기가 약 15.8년으로 서로 돌고 있을 가능성이 제기되었으며, 이는 현재까지 논란이 되고 있다.
몇몇 천문학자들은 은하의 외향을 따 은하를 "사우론의 눈"이라고 부르기도 한다.

## X선 천체

NGC 4151을 엑스선(파랑), 가시광선(노랑), 전파(빨강)으로 찍은 사진.

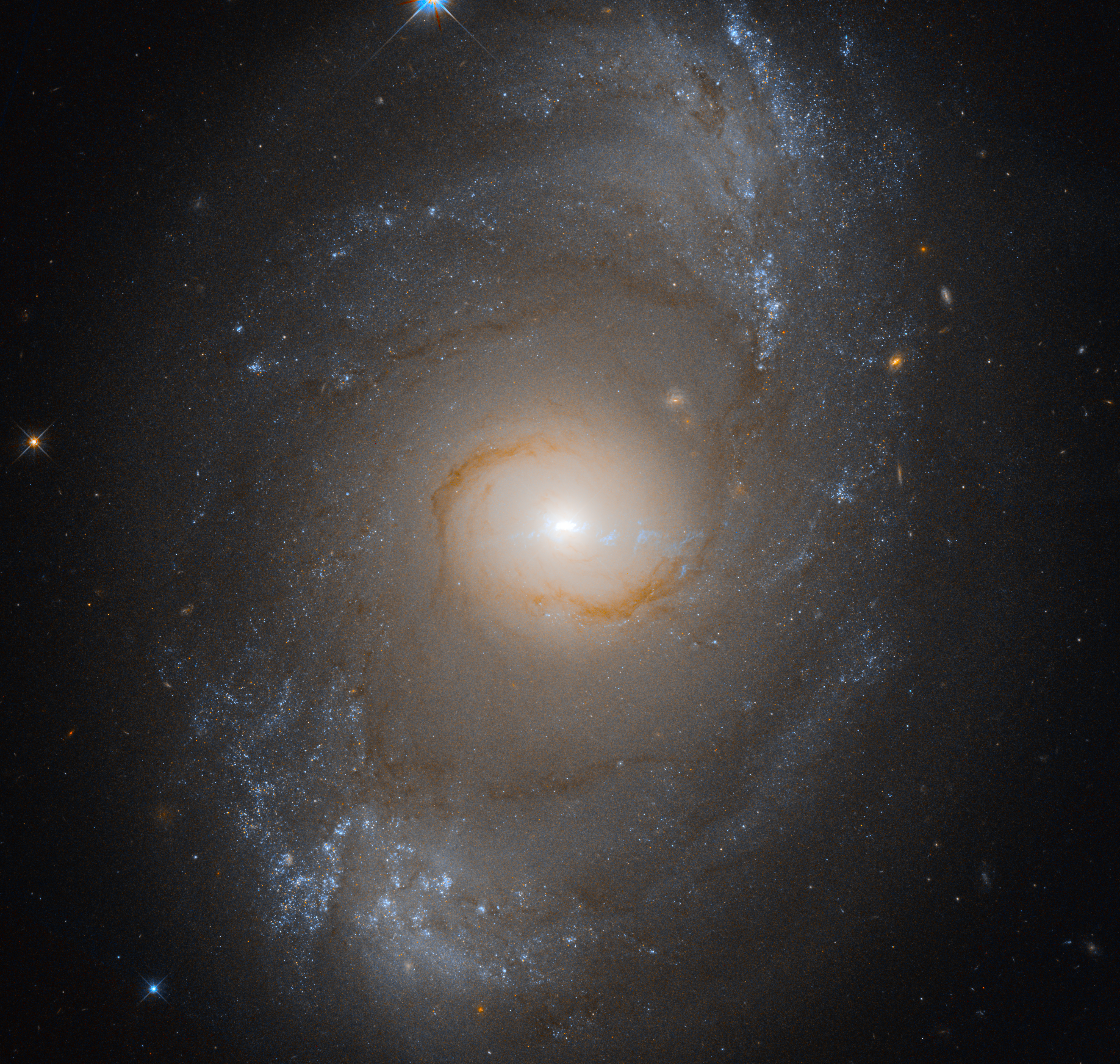
허블우주망원경의 WFC3 장비로 촬영한 NGC 4151.

NGC 4151에서의 엑스선 방출은 1970년 12월 24일 우후루 엑스선 관측선이 처음 감지했는데, 이 때 오차 범위는 0.56 제곱도였으며 따라서 도마뱀자리 BL 천체 1E 1207.9 +3945의 신호가 감지되었던 것일 가능성도 있다. 이후 HEAO 1이 NGC 4151에서 엑스선 천체 1H 1210+393을 발견했으며,이 천체는 은하의 중심 부근에 위치했다.
엑스선 방출을 설명하는 이론은 현재 2가지가 있다.
- 약 25,000년 전 중앙의 블랙홀로 떨어지는 물질의 방출선이 매우 강력해 전자가 원자에서 떨어져 나갔고, 이후 전자가 이온화된 원자와 재결합하고 있다.
- 강착원반에서 블랙홀로 떨어지는 물질이 방출한 에너지가 원반에서 기체가 대량으로 이탈하도록 하였고, 이 과정에서 기체가 엑스선을 방출할 수 있는 온도까지 가열되었다.

## 같이 보기
- 엑스선 천문학